# Use Your Fingers
Use Your Fingers è il primo album in studio del gruppo musicale statunitense Bloodhound Gang, pubblicato per la Columbia Records il 18 luglio 1995.

## Tracce
1. Rip Taylor Is God – 1:23 (featuring Rip Taylor)
2. We Are The Knuckleheads – 2:39
3. Legend In My Spare Time – 3:05
4. B.H.G.P.S.A. – 0:22
5. Mama Say – 2:59
6. Kids In America – 4:23 (cover of Kim Wilde's 1981 hit)
7. You're Pretty When I'm Drunk – 3:56
8. The Evils Of Placenta Hustling – 0:19
9. One Way – 3:05
10. Shitty Record Offer – 0:58
11. Go Down – 2:26
12. Earlameyer The Butt Pirate – 0:09
13. No Rest For The Wicked – 2:50
14. She Ain't Got No Legs – 2:28
15. We Like Meat – 0:04
16. Coo Coo Ca Choo – 2:36
17. Rang Dang – 3:02
18. Nightmare At The Apollo – 0:56
19. K.I.D.S. Incorporated – 2:20
20. Untitled Hidden Track – 0:47

## Formazione
- Jimmy Pop - voce, chitarra ritmica, produzione
- Daddy Long Legs - voce, basso, produzione
- Skip O' Pot2Mus - voce, batteria
- M.S.G. - voce, giradischi
- Lüpüs Thünder - voce, chitarra solista